# Navare
- Vänster: Navare med skedborr.
- Höger: Navare med spiralborr.

Navare eller navre (regionalt) är en längre grov borr med tvärställt handtag för borrning i trä för hand. Det har en ränna med skärande kanter och en rundad spets. Mindre varianter av denna typ benämns skedborrar.
Navare har använts sedan vikingatiden, och fram till 1800-talet var denna typ av borr den vanligaste. Sedan ersattes den av spiralborr (med en skruvad, längsgående gänga), som är betydligt effektivare och har bättre precision. Navare eller motsvarande spiralborr har använts så sent som in på 1900-talet till vissa jobb som var bättre att utföra med navare, som till exempel vid träskotillverkning.
Navaren används för borrning av hål för dymlingar vid timring och skiftesverk, pumpstockar, hjulnav och för håltagning i hässjestolpar och liknande grova tillämpningar. Vid skeppsbyggen var navaren ett viktigt verktyg vid borrning av hål för bultar och spikar i bordläggning vid nybygge eller reparation. Bergnavare var en benämning på bergborrar som slogs ner med hjälp av slägga. 
Skedborrar har hittats i de medeltida lagren i Eketorp på Öland (Eketorp III).

## Jämför
- Korkskruv
- Vrickborr